# Hanzhuang Zhen
Hanzhuang Zhen (kinesiska: 汉庄, 汉庄镇) är en köping i Kina. Den ligger i provinsen Yunnan, i den sydvästra delen av landet, omkring 350 kilometer väster om provinshuvudstaden Kunming. Antalet invånare är 72 675. Befolkningen består av 35 949 kvinnor och 36 726 män. Barn under 15 år utgör 21,0 %, vuxna 15-64 år 69 %, och äldre över 65 år 9,0 %.
Genomsnittlig årsnederbörd är 1 054 millimeter. Den regnigaste månaden är juli, med i genomsnitt 311 mm nederbörd, och den torraste är januari, med 6 mm nederbörd.